# Fernando de Brito
Fernando de Brito (Visconde do Rio Branco, 11 de outubro de 1936 – Conde, 15 de março de 2019) foi um frade dominicano brasileiro, que lutou contra a ditadura militar instaurada em 1964.

## Biografia
Fernando foi o terceiro a nascer em uma família de sete filhos. Seu pai tinha formação protestante e lia a Bíblia todos os dias, mas não frequentava nenhuma congregação, pois avaliava que nenhuma delas era realmente fiel ao Evangelho. Tinha um código moral rigoroso, e exigia dos filhos respeito para com os outros, desse modo, Fernando aprendeu, ainda quando criança, que não poderia, em hipótese alguma, fazer piadas desmerecendo qualquer religião ou raça. Sua mãe era professora do ensino primário.
Em 1953, após concluir o ensino fundamental em sua cidade natal, foi enviado para Belo Horizonte, para ter acesso a um ensino de nível médio de melhor qualidade, mas logo após chegar à capital mineira, adoeceu e teve passar seis meses internado para tratar de uma tuberculose.
Em 1954, quando participava de uma peregrinação ao Santuário Mariano na Serra da Piedade no município de Caetés (Minas Gerais), conheceu o frei dominicano Mateus Rocha (1923 – 1985).
Enquanto estudava em Belo Horizonte, começou a participar da Juventude Estudantil Católica.
Em 1957, ingressou no noviciado dominicano em Belo Horizonte.
Em 1958, foi para São Paulo, onde continuaria sua formação religiosa.
No dia 21 de dezembro de 1963, foi ordenado.
No dia 02 de novembro de 1969, foi preso, por agentes da ditadura militar juntamente com o Frei Ivo Lesbaupin, no Rio de Janeiro. Após a prisão foi severamente torturado, circunstância que o levou a colaborar com a emboscada que levaria à morte de Carlos Marighella, líder da Aliança Libertadora Nacional (ALN). Foi julgado, juntamente com os freis Ivo, Betto e Tito, entre os dias 13 e 14 de setembro de 1971, e libertado no dia 4 de outubro de 1973.
A partir de anotações que fez no período no qual esteve preso, Frei Betto publicou o livro: "Diário de Fernando: nos cárceres da ditadura militar brasileira" (2009).